# Елісбет Гамес
Елісбет Гамес (ісп. Elisbet Gámez, 17 січня 1997) — кубинська плавчиня.
Учасниця Олімпійських Ігор 2016 року.